# Marga (Batak)

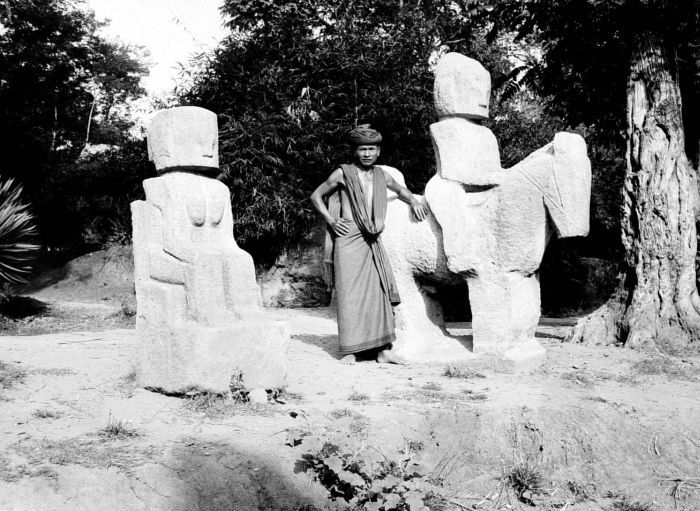
Marga-Kultur mit großen Steinfiguren (um 1920)

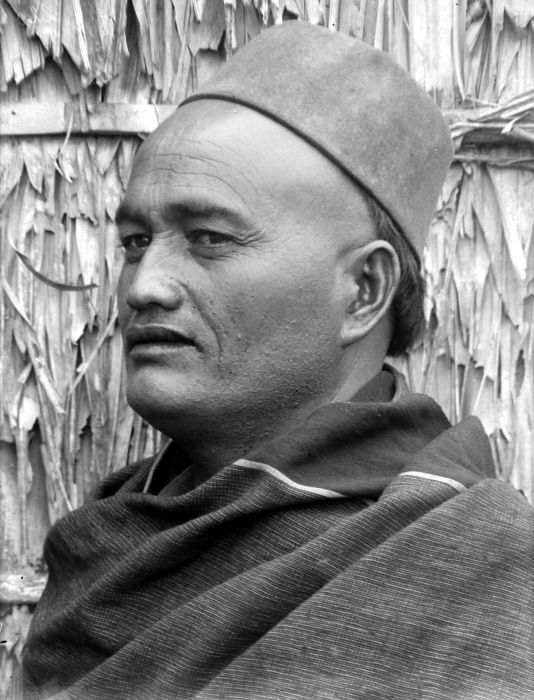
Ein Merga-Mitglied der Karo-Batak (um 1915)

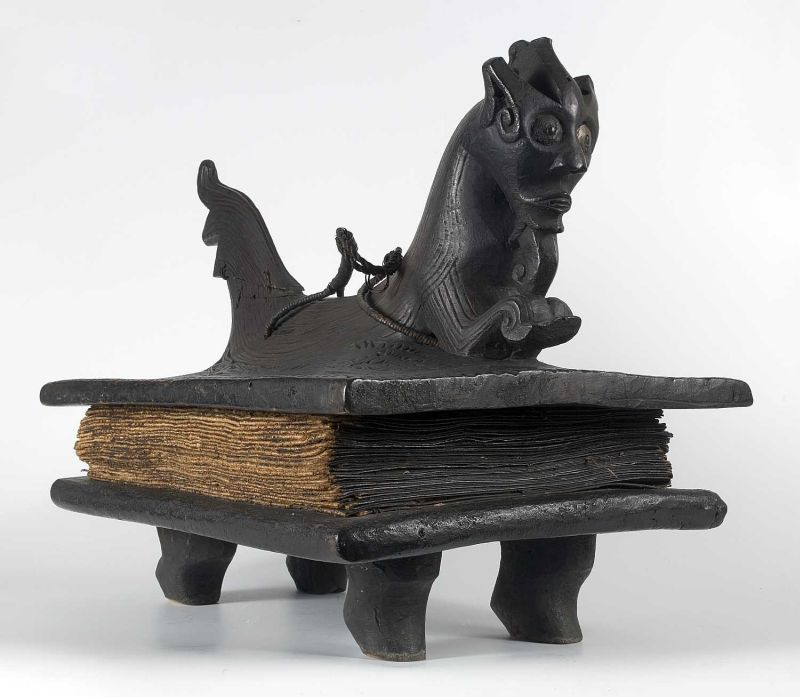
Ein Orakelbuch (Pustaha) in einem Marga-eigenen Design (um 1850)

Als Marga (Daftar marga Batak) bezeichnen sich die großen Familienverbände der indigenen Volksgruppe der Toba-Batak in den nördlichen Bergen der indonesischen Insel Sumatra. Die Marga sind vor allem religiöse Kult- und Opfergemeinschaften. Jede Marga ist nach ihrer Väterlinie organisiert (patrilinear) und untergliedert sich in einzelne Clans und diese weiter in einzelne Lineages. Geheiratet wird nur außerhalb der eigenen Marga (exogam). 
Bei der Volksgruppe der Karo-Batak heißen die Familienverbände Merga und bestehen aus fünf großen Gruppierungen: den Karo-Karo, Perangin-Angin, Ginting, Sembiring und den Tarigan.

## Gliederungen der Marga

### Untergliederung
Die Marga sind die größten Familienverbände der Toba-Batak. Sie sind untergliedert in Saompu („von einem Ahnherrn“), familiäre Großgruppen mit den Nachkommen eines vor 10 bis 15 Generationen lebenden gemeinsamen Stammvaters. Eine Ebene darunter gliedern sich ebenfalls Saompu genannte Familienverbände aus den Nachkommen eines vor 6 bis 10 Generationen lebenden Ahnherrn. Sie wohnen in benachbarten Dörfern und treffen sich zu wichtigen Anlässen. Auf der 3. Unterebene gibt es Saompu, die sich auf einen gemeinsamen Ahnherrn vor 4 bis 5 Generationen beziehen und zumeist in einem Dorf zusammenwohnen. Sie umfassen mehrere Ripe, einzelne Kernfamilien aus Eltern mit ihren Kindern. Sie bilden die Haushalte und Wirtschaftseinheiten, treten aber nicht als soziale Einheiten in Erscheinung.
Die Marga-Bezeichnung wird von den Toba heute als eigener Familienname geführt. In Erweiterung der Bezeichnung bedeutet Marga raja (altinidsch raja „König, Fürst“), dass eine Familie innerhalb des Verbandes die politische Herrschaft innehat.
Heirat
Sexueller Verkehr und Eheschließungen zwischen Angehörigen derselben Marga-Obergruppe sind verboten, ebenso zwischen Angehörigen der jeweils  untergeordneten Saompu-Gruppen. Nach einer Heirat gehört die Ehefrau weiterhin zu ihrer eigenen Saompu und wird nicht der ihres Mannes zugerechnet. Geheiratet wird bevorzugt die Kreuzcousine (Tochter vom Oheim, dem Bruder der Mutter), die den unterschiedlichen Familienverhältnissen der Eltern entsprechend aus einem anderen Clan stammt (exogame Heiratsregel). Dies wird als ein legitimer Ausweg aus dem Problem der familienabstammenden Beziehungen gesehen. Heute wird diese früher immer strikt eingehaltene Heiratsregel bisweilen durchbrochen.

### Übergliederung
Trotz der Aufgliederung der einzelnen Batak-Stämme in miteinander verbundene Clans und Lineages (familiäre Linien) soll am Anfang aller Marga ein gemeinsamer Ahnherr stehen (Si Raja Batak), zurückgehend auf die Super-Marga und Ur-Marga. Am bekanntesten und umfangreichsten sind dabei die Familienstammbäume der Toba-Batak. Sie haben klare Vorstellungen von der verwandtschaftlichen Zusammengehörigkeit aller Batak-Clans.
Oberhäupter
Dem Dorfoberhaupt und Ältesten einer Marga kommt die Aufgabe zu, Reibungen und Streitigkeiten innerhalb der Dorfgemeinschaft idealerweise zu verhindern, andernfalls zu schlichten. Maßnahmen hierzu beruhen auf dem ungeschriebenen Gewohnheitsrecht des so genannten Adat.

## Kultische Feste
Die Marga sind Kult- und Opfergemeinschaften, weshalb ihr eine Vielzahl religiöser Funktionen zukommen. Zum Andenken des mythischen Ahnherrn (Sombaon) feiert die Marga das Hordja-Fest. Die jeweilig anwesende Gemeinde der Angehörigen repräsentiert die gesamte Marga. Zumeist sind die Angehörigen der Marga gleichzeitig Angehörige eines Landschaftsverbandes, verstanden als territoriale Einheit von Dörfern. Im Sinne dieser Zugehörigkeit können Marga-Clans sich auch überschneiden. Zumindest ist es schwierig, die abstammungsmäßige (genealogische) Marga abzugrenzen zur lokalen Dörfer-Einheit.
Ein wichtiges Fest der Gemeinschaften ist das Bius-Fest, eine Zeremonie der Reinigung (Katharsis) und Erneuerung (Wiederholung des Schöpfungsgeschehen). Dabei werden ein Opferfahl aufgerichtet und Wasserbüffel geopfert. Das Fest dient dem Erntedank, aber auch dem Vorbeugen von Missernten, Krankheitsepidemien oder anderen sozialen Unannehmlichkeiten. Diese Feste sind über die Marga hinaus von Bedeutung, da sie die verschiedenen Volksgruppen der Batak in Bezug auf Abstammung, Heiratsbeziehung und Heimatdorf/-landschaft repräsentieren.